# Leo Brewster
Leo McDowell Brewster (31 ottobre 1950) è un ex calciatore trinidadiano, di ruolo attaccante.

## Carriera

### Club
In patria giocò con il Point Fortin Civic, con cui nel 1969 vinse la Trinidad & Tobago FA Cup, battendo in finale con i suoi l'Harvard.
Nella stagione 1974 viene ingaggiato dagli statunitensi del L.A. Aztecs, neonata franchigia della NASL, con cui però non giocò alcun incontro.

### Nazionale
Douglas giocò con la nazionale di calcio di Trinidad e Tobago almeno sette incontri tra il 1973 ed il 1976, segnando anche una rete contro Nazionale di calcio di Barbados il 31 agosto 1976.

## Statistiche

### Cronologia presenze e reti in Nazionale
| Cronologia completa delle presenze e delle reti in nazionale ― Trinidad e Tobago | Cronologia completa delle presenze e delle reti in nazionale ― Trinidad e Tobago | Cronologia completa delle presenze e delle reti in nazionale ― Trinidad e Tobago | Cronologia completa delle presenze e delle reti in nazionale ― Trinidad e Tobago | Cronologia completa delle presenze e delle reti in nazionale ― Trinidad e Tobago | Cronologia completa delle presenze e delle reti in nazionale ― Trinidad e Tobago | Cronologia completa delle presenze e delle reti in nazionale ― Trinidad e Tobago | Cronologia completa delle presenze e delle reti in nazionale ― Trinidad e Tobago |
| Data                                                                             | Città                                                                            | In casa                                                                          | Risultato                                                                        | Ospiti                                                                           | Competizione                                                                     | Reti                                                                             | Note                                                                             |
| -------------------------------------------------------------------------------- | -------------------------------------------------------------------------------- | -------------------------------------------------------------------------------- | -------------------------------------------------------------------------------- | -------------------------------------------------------------------------------- | -------------------------------------------------------------------------------- | -------------------------------------------------------------------------------- | -------------------------------------------------------------------------------- |
| 10-11-1972                                                                       | Port of Spain                                                                    | Trinidad e Tobago                                                                | 11 – 1                                                                           | Antigua e Barbuda                                                                | Qual. Campionato CONCACAF 1973                                                   | 1                                                                                |                                                                                  |
| 19-11-1972                                                                       | Saint John's                                                                     | Antigua e Barbuda                                                                | 1 – 2                                                                            | Trinidad e Tobago                                                                | Qual. Campionato CONCACAF 1973                                                   | -                                                                                | 46’                                                                              |
| 28-11-1972                                                                       | Port of Spain                                                                    | Trinidad e Tobago                                                                | 2 – 1                                                                            | Guyana olandese                                                                  | Qual. Campionato CONCACAF 1973                                                   | 1                                                                                |                                                                                  |
| 30-11-1972                                                                       | San Fernando                                                                     | Trinidad e Tobago                                                                | 1 – 1                                                                            | Guyana olandese                                                                  | Qual. Campionato CONCACAF 1973                                                   | -                                                                                |                                                                                  |
| 29-11-1973                                                                       | Port-au-Prince                                                                   | Honduras                                                                         | 2 – 1                                                                            | Trinidad e Tobago                                                                | Campionato CONCACAF 1973                                                         | -                                                                                | 77’                                                                              |
| 17-12-1973                                                                       | Port-au-Prince                                                                   | Trinidad e Tobago                                                                | 4 – 0                                                                            | Antille Olandesi                                                                 | Campionato CONCACAF 1973                                                         | -                                                                                |                                                                                  |
| Totale                                                                           |                                                                                  | Presenze                                                                         | 7                                                                                |                                                                                  | Reti                                                                             | 2                                                                                |                                                                                  |

## Palmarès

### Club
- Trinidad & Tobago FA Cup: 1

Point Fortin Civic: 1969